# El Picacho (Coclé)
El Picacho es un corregimiento del distrito de Olá en la provincia de Coclé, República de Panamá. La localidad tiene 331 habitantes (2010).